# Марченко Ніна Олексіївна
Ніна Олексіївна Марченко (рос. Нина Алексеевна Марченко) — доярка Шубінської ферми радгоспу «Червоний Забійник» Черемховського району Іркутської області, Герой Соціалістичної Праці (1973).

## Біографія
Народилася в селі Шубіно Черемховського району Іркутської області, в багатодітній селянській родині Марченка Олексія Романовича і Марченко Василини Іванівни, Матері-героїні. Після закінчення середньої школи в селі Балухарь в 1961 р. почала працювати в радгоспі «Червоний Забійник», де пропрацювала до виходу на пенсію в 1999 році. Їй було присвоєно звання «Майстер тваринництва 1 класу». У 1970 році вона вперше отримала надої 3 тонни з 1 корови, і в цьому ж році її нагородили орденом Трудового Червоного Прапора. У 1973 році за рекордні показники за надоєм молока їй Указом Президії Верховної Ради СРСР присвоєно звання Героя Соціалістичної Праці з врученням ордена Леніна і медалі «Серп і Молот». Була делегатом XVII з'їзду комсомолу і делегатом XXV з'їзду КПРС від Іркутської області.
Рішенням Думи Черемховського муніципального утворення Ніні Олексіївні Марченко за багаторічну плідну роботу у тваринництві, високі досягнення у праці присвоєно високе звання «Почесний громадянин Черемховського району».
Станом на 2011 проживала в рідному селі Шубіно зі 103-річною матір'ю.